# 피한정후견인
피한정후견인(被限定後見人)은 질병, 장애, 노령, 그 밖의 사유로 인한 정신적 제약으로 사무를 처리할 능력이 부족하여 가정법원이 한정후견개시의 심판을 한 사람을 말한다.(민법 제12조) 한정후견개시의 심판은 본인, 배우자, 4촌 이내의 친족, 후견인, 후견감독인, 검사 또는 지방자치단체의 장이 청구할 수 있다.
피한정후견인이 후견인의 동의가 필요한 법률행위를 그 동의 없이 하였을 때에는 후견인은 이를 취소할 수 있다.(민법 제13조제4항) 그러나, 일용품의 구입 등 일상생활에 필요하고 대가가 과도하지 아니한 법률행위는 후견인이 취소할 수 없다. 후견인이 피한정후견인의 이익이 침해될 염려가 있음에도 그 동의를 하지 아니하는 때에는 가정법원은 피한정후견인의 청구에 의하여 후견인의 동의를 갈음하는 허가를 할 수 있다.(민법 제13조제3항)
2013년 7월 1일 개정 민법 시행 전의 한정치산자(限定治産者)와 비슷하다.

## 같이 보기
- 피성년후견인
- 한정치산자